# Cap Passero
El Cap Passero (o Passaro; grec antic: Πάχυνος, llatí: Pachynus) és dels tres promontoris que conformen el triangle de Sicília, que li dona el sobrenom de Trinàcria. És situat a l'extrem sud-est de l'illa, i és també l'extrem més meridional.
Es tracta d'un cap amb poc relleu i format per roques. Confrontat amb el cap hi ha una illa anomenada Isola di Capo Passero, de poca elevació i uns 400 m². Davant l'illa es troba la població de Portopalo di Capo Passero, que rep el nom del cap, i uns cinc quilòmetres més endins es troba la vila de Pachino, que continua el nom antic de Pachynus.

## Significació històrica
Tots els antics geògrafs el descriuen com a l'extrem al sud i l'est de Sicília, el més pròxim a Creta i al Peloponnès. Virgili descriu les roques del cap com a prominents, i Nonnos de Panòpolis i Licòfron de Calcis descriuen l'illa com a part integrant del cap.
Ciceró descriu un port als encontorns del promontori, anomenat Portus Pachyni, on la flota de Verres va restar estacionada sota el seu oficial Cleòmenes, que va fugir precipitadament quan rebé la notícia que un esquadró de pirates es trobava al port veí, el Port d'Ulisses (Portus Odysseae). Aquest lloc Ptolemeu el considera un cap (grec antic: Ὀδυσσεία ἄκρα) a un punt de la costa sud de l'illa, una mica a l'oest del Cap Passero. Per tant, és probable que el Portus Pachyni es correspongui amb l'actual Porto di Palo, adjacent al promontori, mentre que el Port d'Ulisses es devia trobar al costat del Pantano Longarini.
La comoditat d'aquest port a l'extrem sud-est de l'illa va fer que fos un lloc freqüent de trobada i estació per a les flotes que s'acostaven a Sicília; i, segons Titus Livi, en una ocasió, durant la Segona Guerra Púnica, el comandant Cartaginès Bomilcar sembla que es va assentar al port a l'oest de promontori, mentre que la flota romana es trobava immediatament al nord.
El 1718, els mars del promontori van ser el lloc d'una gran batalla naval (anomenada la batalla del cap Passaro) entre les flotes britàniques i espanyoles.